# Bércoun Petersův
Bércoun Petersův (Rhynchocyon petersi) je jedním ze 4 druhů bércounů z podčeledi bércouni velcí (Rhynchocyoninae).

## Popis
Stejně jako ostatní zástupci rodu Rhynchocyon je i bércoun Petersův relativně velkým druhem. Dospělí jedinci dosahují délky až 28 cm a hmotnosti od 450 do 700 g.[zdroj?]

## Chování
Bércoun Petersův, stejně jako mnoho dalších druhů bércounů, žije v monogamních párech na vymezeném území. Avšak vazba mezi dvěma jedinci je poměrně slabá. Tráví jen málo času společnou činností. Tento druh se navíc dá považovat za monogamní jen díky tomu, že samec samičku hlídá. Období páření trvá jen velmi krátkou dobu. Samice rodí po asi 42 denní březosti 1 až 4 mláďata, přičemž průměrný počet jsou 2. Otec ve výchově mláďat pravděpodobně neplní žádnou úlohu. Mladí bércouni jsou odstaveni po 2 až 3 týdnech. Během roku může samička mít 4 až 5 vrhů. O délce života chybí informace, ale příbuzné druhy žijí asi 5 let ve volné přírodě a do 11 let v zajetí. Jsou aktivní převážně v noci. Velkou spoustu času dávají, pomocí svého výborného sluchu a čichu, pozor před predátory nebo před nimi utíkají. Jsou to téměř výhradně hmyzožravá zvířata. Jejich dlouhý jazyk slouží k lovu mravenců a termitů, kteří tvoří velkou část jejich potravy, ale jinak žerou všechno, co se jim vejde do úst. Jsou loveni dravci, hady a někdy i lidmi. Před predátory se buď schovávají do nor nebo pod kmeny stromů, ale dokáží také rychle běhat především díky svým zadním nohám, které jsou mnohem delší než ty přední. Mohou složit jako bioindikátor zdravého lesa a v současnosti nejsou známy žádné negativní ekonomické dopady.

## Rozšíření a stanoviště
Vyskytuje se pouze v Africe, a to konkrétně v Tanzanii a jihovýchodní Keni. Obývá opadavé lesy a křoviny. Výjimečně se může vyskytnout i na zemědělské půdě.

## Poddruhy
V současné době jsou známy dva poddruhy bércouna Petersova. Jsou to:
- Rhynchocyon petersi adersi (Dollman, 1912)
- Rhynchocyon petersi petersi (Bocage, 1880) [5]

## Ohrožení
Ohrožuje ho především kácení lesů. V roce 2000 bylo několik jedinců z Tanzanie importováno do severoamerických zoologických zahrad, kde jsou úspěšně odchováváni, a jednou by měli být někteří reintrodukováni zpět do přírody a jiní dále chováni v zajetí. Dříve byl podle IUCN řazen mezi ohrožené druhy, ale dnes je již klasifikován jako zranitelný.

## Chov v zoo
Bércoun Petersův patří k raritně chovaným druhům. V březnu 2020 byl chován jen v sedmi evropských zoo v počtu 24 zvířat, pouze v Německu pak ve více (konkrétně dvou) zoo. Mezi nimi nechyběla česká Zoo Praha.

### Chov v Zoo Praha
V březnu 2020 představila svým návštěvníkům tento druh poprvé také česká zoologická zahrada – Zoo Praha, do níž byl dovezen samec ze zoo v nizozemském Rotterdamu. V červenci 2020 byla dovezena samice ze Zoo Wroclaw v Polsku. K vidění je bércoun Petersův v pavilonu Afrika zblízka ve zrekonstruované expozici, kterou dříve obývaly křečkomyši a komby. V létě 2024 se v pražské zoo odehrál také první úspěšný odchov v historii českých zoologických zahrad - narozením dvojčat (samečka a samičky).